# Verbindingsboog (spoor)

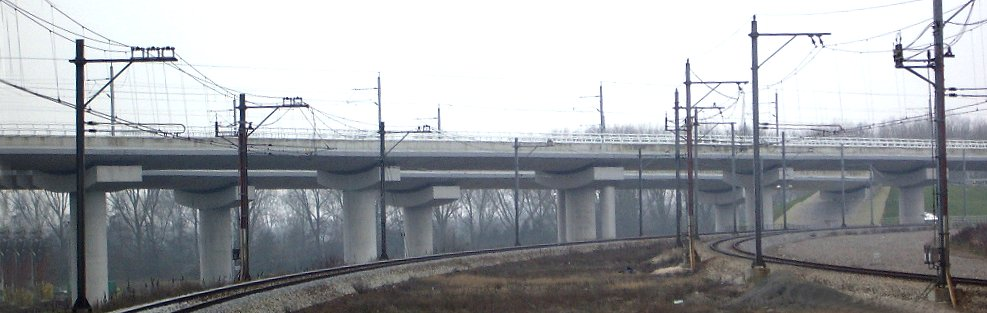
Utrechtboog gezien vanaf Station Duivendrecht

Een verbindingsboog is een speciale korte spoorlijn die twee andere spoorlijnen met elkaar verbindt. Dit kan bijvoorbeeld het geval betreffen dat zij elkaar ongelijkvloers of gelijkvloers kruisen, of een verbinding zonder kopmaken tussen de twee takken van een splitsing. Verbindingsbogen komen niet veel voor in Nederland en België, omdat de spoorlijnen hier vaak "kruisen"  door zich bij elkaar te voegen en verderop weer te splitsen.
Bij meersporigheid wordt bij de aansluitingen van een verbindingsboog, net als bij andere splitsingen, de daarvoor nodige kruising vaak ongelijkvloers uitgevoerd, als fly-over of dive-under.

## Voorbeelden van verbindingsbogen in Nederland
Verbindingsbogen tussen twee elkaar ongelijkvloers kruisende spoorlijnen:
- Utrechtboog (ook wel Schipholboog genoemd)
Aansluitboog ten zuidwesten van Duivendrecht tussen Zuidtak Ringspoorbaan en de spoorlijn Amsterdam – Utrecht.
Geopend 12 maart 2006.
- Hemboog
Verbindingsboog nabij station Amsterdam Sloterdijk tussen de Zaanlijn en de Westtak Ringspoorbaan
Geopend 14 december 2003.
- Binckhorstboog
Verbindingsboog bij station Den Haag HS tussen de Oude Lijn en de spoorlijn Gouda - Den Haag richting station Voorburg.

Extra verbinding tussen een doorgaande spoorlijn en een spoorlijn die daar op aansluit:
- Gooiboog
Verbindingsboog ten oosten van Weesp tussen de Flevolijn en de Gooilijn richting Hilversum.
Geopend 14 december 2003.

Overige:
- Nootdorpboog
Verbindingsboog nabij Ypenburg tussen de spoorlijn Gouda – Den Haag en de Nedtrain-werkplaats te Leidschendam.
Geopend 7 november 2005.
- Schipholboog. 
Verbindingsboog nabij station Den Haag Mariahoeve tussen Den Haag Centraal en de 'Oude Lijn' naar Leiden Centraal.
- Verbindingsbogen van de Betuweroute met zowel de spoorlijn Arnhem - Nijmegen als de spoorlijn Utrecht - Boxtel.

Ten westen van Gennep was, bij Kruispunt Beugen, vroeger ook een verbindingsboog, die de spoorlijnen Nijmegen – Venlo en Boxtel – Gennep met elkaar verbond. Deze is in 1972, toen ook de spoorlijn naar Gennep verviel, buiten gebruik gesteld en vervolgens opgebroken.

## Voorbeelden van verbindingsbogen in België
In Vlaanderen werd in 2007 de Leuvenboog opgeleverd zodat treinen tussen Brussel en Limburg via station Diest niet meer hoeven te keren in het station Leuven en dit station dan ook niet meer aandoen. Dit levert ongeveer 20 minuten tijdwinst op.